# Brittiska Honduras i olympiska sommarspelen 1972
Brittiska Honduras deltog med en deltagare vid de olympiska sommarspelen 1972 i München. Landets deltagare erövrade ingen medalj.